# Ars antiqua
Ars antiqua, tudi poznana pod imeni ars veterum in ars vetus, je termin , ki se nanaša na evropsko glasbo iz časa visokega srednjega veka, med letoma 1170 in 1310, ko se je uveljavil nov slog, ki spada v obdobje Ars nova. Zajema obdobje Notredamske šole polifonije in poznejša leta, ko se je potekal zgodnji razvoj moteta.  
Navadno se termin "ars antiqua" nanaša oziroma kaže na sakralno (cerkveno) ali polifono glasbo, ki izključuje posvetno monofono glasbo trubadurjev in truverjev.    

#### Predstavniki
Skoraj vsi skladatelji tega obdobja so anonimni. Poznano je ime Petrus de Cruce, ki je bil skladatelj motetov v poznejšem obdobju, znan je tudi skladatelj in truver Adam de la Halle, najpomembnejša znana predstavnika, pa sta bila člana Notredamske šole polifonije:
- Leonin (pozno 12. stol.)
- Perotin (ok. 1180 - ok. 1220)

Na glasbene teoretike pa sta največ doprinesla Johannes de Garlandia in Franco von Köln.  Kasneje je bil v času uveljavitve Ars nova zagovornik te starejše smeri tudi Iacobus de Ispania.

#### Razvoj glasbene teorije
V glabeni teoriji je obdobje Ars antiqua prineslo nekaj izboljšav in napredka, predvsem na področju notacjie in ritma. V notnih zapisih so se uveljavili ritmični moduli, ki jih je izpopolnil Garlandia. Prvič pa je bil opisan tudi notacijski sistem v katerem imajo note različnih oblik tudi različne ritmične vrednosti.

Notacija
T.i. menzuralno notacijo je takrat izumil Franco von Koln v delu Ars Cantus Mensurabilis (večglasna glasba, kjer je bilo trajanje tona določeno s stistemom urejenih razmerij številk), izpopolnil pa jo je Johannes de Garlandia v glasbenem traktatu Musica Mensurabili Positio okoli 1240.

Inštrumenti
Še vendo so služili kot dodatki oz. spremljava glavnemu vokalu. Bili so zapostavljeni predvsem kot posledica verksih prepričanj, da je edini pravi, naravni in čisti izpovednik lahko le človeški glas.